# Campeonato Brasileiro de Futebol de 2015 - Série C
A Série C do Campeonato Brasileiro de Futebol de 2015 foi uma competição equivalente à terceira divisão do futebol do Brasil. Contando como a 25.ª edição da história, foi disputada por 20 clubes, onde os quatro mais bem colocados obtiveram acesso à Série B de 2016 e os dois últimos colocados de cada grupo na primeira fase foram rebaixados à Série D de 2016.
Na grande final, o Vila Nova ficou com o troféu após perder para o Londrina por 1–0, fora de casa, e golear o adversário por 4–1 no Serra Dourada. Foi o segundo título da equipe goiana, que já havia vencido a Série C de 1996. Os dois finalistas, juntamente com os semifinalistas Tupi e Brasil de Pelotas, garantiram acesso para a Série B de 2016.
A primeira equipe rebaixada à Série D de 2016 foi o Icasa, após perder para o Águia de Marabá (3–2) no dia 13 de setembro, em Marabá, pela 16ª  rodada. No mesmo dia, o Caxias também teve o descenso confirmado após empatar fora de casa com o Londrina (1–1). Em 20 de setembro, na rodada seguinte, o Madureira também teve o rebaixamento decretado após ser goleado pelo Guaratinguetá (5–0) em confronto direto contra o descenso. No dia 27 de setembro, o Águia de Marabá tornou-se a última equipe rebaixada após perder para o Fortaleza (4–1) na última rodada.

## Formato e regulamento
A edição de 2015 manteve o formato em vigor desde 2012, uma vez que o calendário divulgado pela CBF previa apenas 24 datas para a competição. Assim, os clubes participantes foram inicialmente divididos em dois grupos de 10 clubes, com os quatro melhores de cada grupo avançando para a fase eliminatória, começando a partir das quartas de final. Os quatro semifinalistas foram promovidos para a Série B de 2016.

### Critérios de desempate
Caso haja empate de pontos entre dois ou mais clubes, os critérios de desempate serão aplicados na seguinte ordem:
1. Número de vitórias
2. Saldo de gols
3. Gols marcados
4. Confronto direto
5. Número de cartões vermelhos
6. Número de cartões amarelos
7. Sorteio

## Transmissão
Em maio, a comissão de competições da Confederação Brasileira de Futebol revisou e divulgou a tabela com a grade de transmissão da Série C do Campeonato Brasileiro por parte da TV Brasil, que transmitiu o campeonato pela terceira edição seguida em TV aberta. Já na TV por assinatura e em transmissões digitais, os direitos foram adquiridos pelos canais Esporte Interativo. Em outubro, a TV Diário (emissora afiliada à TV Verdes Mares no Ceará e paralela à Rede Globo) adquiriu os direitos de transmissão dos jogos do Fortaleza na fase final da competição.

## Participantes
| Equipe            | Cidade            | Estado | Em 2014       | Estádio (mando)    | Capacidade | Títulos        |
| ----------------- | ----------------- | ------ | ------------- | ------------------ | ---------- | -------------- |
| Águia de Marabá   | Marabá            | PA     | 16º           | Zinho de Oliveira  | 5 000      | 0 (não possui) |
| América de Natal  | Natal             | RN     | 17º (Série B) | Arena das Dunas    | 32 050     | 0 (não possui) |
| ASA               | Arapiraca         | AL     | 9º            | Fumeirão           | 15 000     | 0 (não possui) |
| Botafogo-PB       | João Pessoa       | PB     | 12º           | Almeidão (PB)      | 19 000     | 0 (não possui) |
| Brasil de Pelotas | Pelotas           | RS     | 2º (Série D)  | Bento Freitas      | 18 000     | 0 (não possui) |
| Caxias            | Caxias do Sul     | RS     | 15º           | Centenário         | 22 132     | 0 (não possui) |
| Confiança         | Aracaju           | SE     | 4º (Série D)  | Batistão           | 14 000     | 0 (não possui) |
| Cuiabá            | Cuiabá            | MT     | 14º           | Arena Pantanal     | 44 000     | 0 (não possui) |
| Fortaleza         | Fortaleza         | CE     | 5º            | Arena Castelão     | 63 903     | 0 (não possui) |
| Guarani           | Campinas          | SP     | 13°           | Brinco de Ouro     | 29 130     | 0 (não possui) |
| Guaratinguetá     | Guaratinguetá     | SP     | 10º           | Ninho da Garça     | 16 095     | 0 (não possui) |
| Icasa             | Juazeiro do Norte | CE     | 18º (Série B) | Romeirão           | 10 000     | 0 (não possui) |
| Juventude         | Caxias do Sul     | RS     | 11º           | Alfredo Jaconi     | 19 924     | 0 (não possui) |
| Londrina          | Londrina          | PR     | 3º (Série D)  | Estádio do Café    | 30 000     | 0 (não possui) |
| Madureira         | Rio de Janeiro    | RJ     | 8º            | Conselheiro Galvão | 2 136      | 0 (não possui) |
| Portuguesa        | São Paulo         | SP     | 20º (Série B) | Canindé            | 21 004     | 0 (não possui) |
| Salgueiro         | Salgueiro         | PE     | 7º            | Cornélio de Barros | 12 070     | 0 (não possui) |
| Tombense          | Tombos            | MG     | 1º (Série D)  | Almeidão (MG)      | 3 050      | 0 (não possui) |
| Tupi              | Juiz de Fora      | MG     | 6º            | Mario Helênio      | 14 185     | 0 (não possui) |
| Vila Nova         | Goiânia           | GO     | 19º (Série B) | Serra Dourada      | 42 000     | 1 (1996)       |

## Estádios
| Águia de Marabá | América de Natal | ASA | Botafogo-PB | Brasil de Pelotas | Caxias             |
| --- | --- | --- | --- | --- | ------------------ |
| Zinho de Oliveira | Arena das Dunas | Fumeirão | Almeidão (PB) | Bento Freitas | Centenário         |
| Capacidade: 5 000 | Capacidade: 32 050 | Capacidade: 15 000 | Capacidade: 19 000 | Capacidade: 18 000 | Capacidade: 22 132 |
| | | | | |                    |
| Confiança | \| Águia de Marabá América-RN ASA Botafogo-PB Brasil de Pelotas Caxias Confiança Cuiabá Fortaleza Guarani Guaratinguetá Icasa Juventude Londrina Madureira Portuguesa Salgueiro Tombense Tupi Vila NovaLocalização dos times por Estado. Grupo A; Grupo B. Localização das equipes participantes da Série C de 2015 \| | \| Águia de Marabá América-RN ASA Botafogo-PB Brasil de Pelotas Caxias Confiança Cuiabá Fortaleza Guarani Guaratinguetá Icasa Juventude Londrina Madureira Portuguesa Salgueiro Tombense Tupi Vila NovaLocalização dos times por Estado. Grupo A; Grupo B. Localização das equipes participantes da Série C de 2015 \| | \| Águia de Marabá América-RN ASA Botafogo-PB Brasil de Pelotas Caxias Confiança Cuiabá Fortaleza Guarani Guaratinguetá Icasa Juventude Londrina Madureira Portuguesa Salgueiro Tombense Tupi Vila NovaLocalização dos times por Estado. Grupo A; Grupo B. Localização das equipes participantes da Série C de 2015 \| | \| Águia de Marabá América-RN ASA Botafogo-PB Brasil de Pelotas Caxias Confiança Cuiabá Fortaleza Guarani Guaratinguetá Icasa Juventude Londrina Madureira Portuguesa Salgueiro Tombense Tupi Vila NovaLocalização dos times por Estado. Grupo A; Grupo B. Localização das equipes participantes da Série C de 2015 \| | Cuiabá             |
| Batistão | \| Águia de Marabá América-RN ASA Botafogo-PB Brasil de Pelotas Caxias Confiança Cuiabá Fortaleza Guarani Guaratinguetá Icasa Juventude Londrina Madureira Portuguesa Salgueiro Tombense Tupi Vila NovaLocalização dos times por Estado. Grupo A; Grupo B. Localização das equipes participantes da Série C de 2015 \| | \| Águia de Marabá América-RN ASA Botafogo-PB Brasil de Pelotas Caxias Confiança Cuiabá Fortaleza Guarani Guaratinguetá Icasa Juventude Londrina Madureira Portuguesa Salgueiro Tombense Tupi Vila NovaLocalização dos times por Estado. Grupo A; Grupo B. Localização das equipes participantes da Série C de 2015 \| | \| Águia de Marabá América-RN ASA Botafogo-PB Brasil de Pelotas Caxias Confiança Cuiabá Fortaleza Guarani Guaratinguetá Icasa Juventude Londrina Madureira Portuguesa Salgueiro Tombense Tupi Vila NovaLocalização dos times por Estado. Grupo A; Grupo B. Localização das equipes participantes da Série C de 2015 \| | \| Águia de Marabá América-RN ASA Botafogo-PB Brasil de Pelotas Caxias Confiança Cuiabá Fortaleza Guarani Guaratinguetá Icasa Juventude Londrina Madureira Portuguesa Salgueiro Tombense Tupi Vila NovaLocalização dos times por Estado. Grupo A; Grupo B. Localização das equipes participantes da Série C de 2015 \| | Arena Pantanal     |
| Capacidade: 14 000 | \| Águia de Marabá América-RN ASA Botafogo-PB Brasil de Pelotas Caxias Confiança Cuiabá Fortaleza Guarani Guaratinguetá Icasa Juventude Londrina Madureira Portuguesa Salgueiro Tombense Tupi Vila NovaLocalização dos times por Estado. Grupo A; Grupo B. Localização das equipes participantes da Série C de 2015 \| | \| Águia de Marabá América-RN ASA Botafogo-PB Brasil de Pelotas Caxias Confiança Cuiabá Fortaleza Guarani Guaratinguetá Icasa Juventude Londrina Madureira Portuguesa Salgueiro Tombense Tupi Vila NovaLocalização dos times por Estado. Grupo A; Grupo B. Localização das equipes participantes da Série C de 2015 \| | \| Águia de Marabá América-RN ASA Botafogo-PB Brasil de Pelotas Caxias Confiança Cuiabá Fortaleza Guarani Guaratinguetá Icasa Juventude Londrina Madureira Portuguesa Salgueiro Tombense Tupi Vila NovaLocalização dos times por Estado. Grupo A; Grupo B. Localização das equipes participantes da Série C de 2015 \| | \| Águia de Marabá América-RN ASA Botafogo-PB Brasil de Pelotas Caxias Confiança Cuiabá Fortaleza Guarani Guaratinguetá Icasa Juventude Londrina Madureira Portuguesa Salgueiro Tombense Tupi Vila NovaLocalização dos times por Estado. Grupo A; Grupo B. Localização das equipes participantes da Série C de 2015 \| | Capacidade: 44 000 |
| | \| Águia de Marabá América-RN ASA Botafogo-PB Brasil de Pelotas Caxias Confiança Cuiabá Fortaleza Guarani Guaratinguetá Icasa Juventude Londrina Madureira Portuguesa Salgueiro Tombense Tupi Vila NovaLocalização dos times por Estado. Grupo A; Grupo B. Localização das equipes participantes da Série C de 2015 \| | \| Águia de Marabá América-RN ASA Botafogo-PB Brasil de Pelotas Caxias Confiança Cuiabá Fortaleza Guarani Guaratinguetá Icasa Juventude Londrina Madureira Portuguesa Salgueiro Tombense Tupi Vila NovaLocalização dos times por Estado. Grupo A; Grupo B. Localização das equipes participantes da Série C de 2015 \| | \| Águia de Marabá América-RN ASA Botafogo-PB Brasil de Pelotas Caxias Confiança Cuiabá Fortaleza Guarani Guaratinguetá Icasa Juventude Londrina Madureira Portuguesa Salgueiro Tombense Tupi Vila NovaLocalização dos times por Estado. Grupo A; Grupo B. Localização das equipes participantes da Série C de 2015 \| | \| Águia de Marabá América-RN ASA Botafogo-PB Brasil de Pelotas Caxias Confiança Cuiabá Fortaleza Guarani Guaratinguetá Icasa Juventude Londrina Madureira Portuguesa Salgueiro Tombense Tupi Vila NovaLocalização dos times por Estado. Grupo A; Grupo B. Localização das equipes participantes da Série C de 2015 \| |                    |
| Fortaleza | \| Águia de Marabá América-RN ASA Botafogo-PB Brasil de Pelotas Caxias Confiança Cuiabá Fortaleza Guarani Guaratinguetá Icasa Juventude Londrina Madureira Portuguesa Salgueiro Tombense Tupi Vila NovaLocalização dos times por Estado. Grupo A; Grupo B. Localização das equipes participantes da Série C de 2015 \| | \| Águia de Marabá América-RN ASA Botafogo-PB Brasil de Pelotas Caxias Confiança Cuiabá Fortaleza Guarani Guaratinguetá Icasa Juventude Londrina Madureira Portuguesa Salgueiro Tombense Tupi Vila NovaLocalização dos times por Estado. Grupo A; Grupo B. Localização das equipes participantes da Série C de 2015 \| | \| Águia de Marabá América-RN ASA Botafogo-PB Brasil de Pelotas Caxias Confiança Cuiabá Fortaleza Guarani Guaratinguetá Icasa Juventude Londrina Madureira Portuguesa Salgueiro Tombense Tupi Vila NovaLocalização dos times por Estado. Grupo A; Grupo B. Localização das equipes participantes da Série C de 2015 \| | \| Águia de Marabá América-RN ASA Botafogo-PB Brasil de Pelotas Caxias Confiança Cuiabá Fortaleza Guarani Guaratinguetá Icasa Juventude Londrina Madureira Portuguesa Salgueiro Tombense Tupi Vila NovaLocalização dos times por Estado. Grupo A; Grupo B. Localização das equipes participantes da Série C de 2015 \| | Guarani            |
| Presidente Vargas | \| Águia de Marabá América-RN ASA Botafogo-PB Brasil de Pelotas Caxias Confiança Cuiabá Fortaleza Guarani Guaratinguetá Icasa Juventude Londrina Madureira Portuguesa Salgueiro Tombense Tupi Vila NovaLocalização dos times por Estado. Grupo A; Grupo B. Localização das equipes participantes da Série C de 2015 \| | \| Águia de Marabá América-RN ASA Botafogo-PB Brasil de Pelotas Caxias Confiança Cuiabá Fortaleza Guarani Guaratinguetá Icasa Juventude Londrina Madureira Portuguesa Salgueiro Tombense Tupi Vila NovaLocalização dos times por Estado. Grupo A; Grupo B. Localização das equipes participantes da Série C de 2015 \| | \| Águia de Marabá América-RN ASA Botafogo-PB Brasil de Pelotas Caxias Confiança Cuiabá Fortaleza Guarani Guaratinguetá Icasa Juventude Londrina Madureira Portuguesa Salgueiro Tombense Tupi Vila NovaLocalização dos times por Estado. Grupo A; Grupo B. Localização das equipes participantes da Série C de 2015 \| | \| Águia de Marabá América-RN ASA Botafogo-PB Brasil de Pelotas Caxias Confiança Cuiabá Fortaleza Guarani Guaratinguetá Icasa Juventude Londrina Madureira Portuguesa Salgueiro Tombense Tupi Vila NovaLocalização dos times por Estado. Grupo A; Grupo B. Localização das equipes participantes da Série C de 2015 \| | Brinco de Ouro     |
| Capacidade: 20 262 | \| Águia de Marabá América-RN ASA Botafogo-PB Brasil de Pelotas Caxias Confiança Cuiabá Fortaleza Guarani Guaratinguetá Icasa Juventude Londrina Madureira Portuguesa Salgueiro Tombense Tupi Vila NovaLocalização dos times por Estado. Grupo A; Grupo B. Localização das equipes participantes da Série C de 2015 \| | \| Águia de Marabá América-RN ASA Botafogo-PB Brasil de Pelotas Caxias Confiança Cuiabá Fortaleza Guarani Guaratinguetá Icasa Juventude Londrina Madureira Portuguesa Salgueiro Tombense Tupi Vila NovaLocalização dos times por Estado. Grupo A; Grupo B. Localização das equipes participantes da Série C de 2015 \| | \| Águia de Marabá América-RN ASA Botafogo-PB Brasil de Pelotas Caxias Confiança Cuiabá Fortaleza Guarani Guaratinguetá Icasa Juventude Londrina Madureira Portuguesa Salgueiro Tombense Tupi Vila NovaLocalização dos times por Estado. Grupo A; Grupo B. Localização das equipes participantes da Série C de 2015 \| | \| Águia de Marabá América-RN ASA Botafogo-PB Brasil de Pelotas Caxias Confiança Cuiabá Fortaleza Guarani Guaratinguetá Icasa Juventude Londrina Madureira Portuguesa Salgueiro Tombense Tupi Vila NovaLocalização dos times por Estado. Grupo A; Grupo B. Localização das equipes participantes da Série C de 2015 \| | Capacidade: 29 130 |
| | \| Águia de Marabá América-RN ASA Botafogo-PB Brasil de Pelotas Caxias Confiança Cuiabá Fortaleza Guarani Guaratinguetá Icasa Juventude Londrina Madureira Portuguesa Salgueiro Tombense Tupi Vila NovaLocalização dos times por Estado. Grupo A; Grupo B. Localização das equipes participantes da Série C de 2015 \| | \| Águia de Marabá América-RN ASA Botafogo-PB Brasil de Pelotas Caxias Confiança Cuiabá Fortaleza Guarani Guaratinguetá Icasa Juventude Londrina Madureira Portuguesa Salgueiro Tombense Tupi Vila NovaLocalização dos times por Estado. Grupo A; Grupo B. Localização das equipes participantes da Série C de 2015 \| | \| Águia de Marabá América-RN ASA Botafogo-PB Brasil de Pelotas Caxias Confiança Cuiabá Fortaleza Guarani Guaratinguetá Icasa Juventude Londrina Madureira Portuguesa Salgueiro Tombense Tupi Vila NovaLocalização dos times por Estado. Grupo A; Grupo B. Localização das equipes participantes da Série C de 2015 \| | \| Águia de Marabá América-RN ASA Botafogo-PB Brasil de Pelotas Caxias Confiança Cuiabá Fortaleza Guarani Guaratinguetá Icasa Juventude Londrina Madureira Portuguesa Salgueiro Tombense Tupi Vila NovaLocalização dos times por Estado. Grupo A; Grupo B. Localização das equipes participantes da Série C de 2015 \| |                    |
| Guaratinguetá | \| Águia de Marabá América-RN ASA Botafogo-PB Brasil de Pelotas Caxias Confiança Cuiabá Fortaleza Guarani Guaratinguetá Icasa Juventude Londrina Madureira Portuguesa Salgueiro Tombense Tupi Vila NovaLocalização dos times por Estado. Grupo A; Grupo B. Localização das equipes participantes da Série C de 2015 \| | \| Águia de Marabá América-RN ASA Botafogo-PB Brasil de Pelotas Caxias Confiança Cuiabá Fortaleza Guarani Guaratinguetá Icasa Juventude Londrina Madureira Portuguesa Salgueiro Tombense Tupi Vila NovaLocalização dos times por Estado. Grupo A; Grupo B. Localização das equipes participantes da Série C de 2015 \| | \| Águia de Marabá América-RN ASA Botafogo-PB Brasil de Pelotas Caxias Confiança Cuiabá Fortaleza Guarani Guaratinguetá Icasa Juventude Londrina Madureira Portuguesa Salgueiro Tombense Tupi Vila NovaLocalização dos times por Estado. Grupo A; Grupo B. Localização das equipes participantes da Série C de 2015 \| | \| Águia de Marabá América-RN ASA Botafogo-PB Brasil de Pelotas Caxias Confiança Cuiabá Fortaleza Guarani Guaratinguetá Icasa Juventude Londrina Madureira Portuguesa Salgueiro Tombense Tupi Vila NovaLocalização dos times por Estado. Grupo A; Grupo B. Localização das equipes participantes da Série C de 2015 \| | Icasa              |
| Ninho da Garça | \| Águia de Marabá América-RN ASA Botafogo-PB Brasil de Pelotas Caxias Confiança Cuiabá Fortaleza Guarani Guaratinguetá Icasa Juventude Londrina Madureira Portuguesa Salgueiro Tombense Tupi Vila NovaLocalização dos times por Estado. Grupo A; Grupo B. Localização das equipes participantes da Série C de 2015 \| | \| Águia de Marabá América-RN ASA Botafogo-PB Brasil de Pelotas Caxias Confiança Cuiabá Fortaleza Guarani Guaratinguetá Icasa Juventude Londrina Madureira Portuguesa Salgueiro Tombense Tupi Vila NovaLocalização dos times por Estado. Grupo A; Grupo B. Localização das equipes participantes da Série C de 2015 \| | \| Águia de Marabá América-RN ASA Botafogo-PB Brasil de Pelotas Caxias Confiança Cuiabá Fortaleza Guarani Guaratinguetá Icasa Juventude Londrina Madureira Portuguesa Salgueiro Tombense Tupi Vila NovaLocalização dos times por Estado. Grupo A; Grupo B. Localização das equipes participantes da Série C de 2015 \| | \| Águia de Marabá América-RN ASA Botafogo-PB Brasil de Pelotas Caxias Confiança Cuiabá Fortaleza Guarani Guaratinguetá Icasa Juventude Londrina Madureira Portuguesa Salgueiro Tombense Tupi Vila NovaLocalização dos times por Estado. Grupo A; Grupo B. Localização das equipes participantes da Série C de 2015 \| | Romeirão           |
| Capacidade: 16 095 | \| Águia de Marabá América-RN ASA Botafogo-PB Brasil de Pelotas Caxias Confiança Cuiabá Fortaleza Guarani Guaratinguetá Icasa Juventude Londrina Madureira Portuguesa Salgueiro Tombense Tupi Vila NovaLocalização dos times por Estado. Grupo A; Grupo B. Localização das equipes participantes da Série C de 2015 \| | \| Águia de Marabá América-RN ASA Botafogo-PB Brasil de Pelotas Caxias Confiança Cuiabá Fortaleza Guarani Guaratinguetá Icasa Juventude Londrina Madureira Portuguesa Salgueiro Tombense Tupi Vila NovaLocalização dos times por Estado. Grupo A; Grupo B. Localização das equipes participantes da Série C de 2015 \| | \| Águia de Marabá América-RN ASA Botafogo-PB Brasil de Pelotas Caxias Confiança Cuiabá Fortaleza Guarani Guaratinguetá Icasa Juventude Londrina Madureira Portuguesa Salgueiro Tombense Tupi Vila NovaLocalização dos times por Estado. Grupo A; Grupo B. Localização das equipes participantes da Série C de 2015 \| | \| Águia de Marabá América-RN ASA Botafogo-PB Brasil de Pelotas Caxias Confiança Cuiabá Fortaleza Guarani Guaratinguetá Icasa Juventude Londrina Madureira Portuguesa Salgueiro Tombense Tupi Vila NovaLocalização dos times por Estado. Grupo A; Grupo B. Localização das equipes participantes da Série C de 2015 \| | Capacidade: 10 000 |
| | \| Águia de Marabá América-RN ASA Botafogo-PB Brasil de Pelotas Caxias Confiança Cuiabá Fortaleza Guarani Guaratinguetá Icasa Juventude Londrina Madureira Portuguesa Salgueiro Tombense Tupi Vila NovaLocalização dos times por Estado. Grupo A; Grupo B. Localização das equipes participantes da Série C de 2015 \| | \| Águia de Marabá América-RN ASA Botafogo-PB Brasil de Pelotas Caxias Confiança Cuiabá Fortaleza Guarani Guaratinguetá Icasa Juventude Londrina Madureira Portuguesa Salgueiro Tombense Tupi Vila NovaLocalização dos times por Estado. Grupo A; Grupo B. Localização das equipes participantes da Série C de 2015 \| | \| Águia de Marabá América-RN ASA Botafogo-PB Brasil de Pelotas Caxias Confiança Cuiabá Fortaleza Guarani Guaratinguetá Icasa Juventude Londrina Madureira Portuguesa Salgueiro Tombense Tupi Vila NovaLocalização dos times por Estado. Grupo A; Grupo B. Localização das equipes participantes da Série C de 2015 \| | \| Águia de Marabá América-RN ASA Botafogo-PB Brasil de Pelotas Caxias Confiança Cuiabá Fortaleza Guarani Guaratinguetá Icasa Juventude Londrina Madureira Portuguesa Salgueiro Tombense Tupi Vila NovaLocalização dos times por Estado. Grupo A; Grupo B. Localização das equipes participantes da Série C de 2015 \| |                    |
| Juventude | \| Águia de Marabá América-RN ASA Botafogo-PB Brasil de Pelotas Caxias Confiança Cuiabá Fortaleza Guarani Guaratinguetá Icasa Juventude Londrina Madureira Portuguesa Salgueiro Tombense Tupi Vila NovaLocalização dos times por Estado. Grupo A; Grupo B. Localização das equipes participantes da Série C de 2015 \| | \| Águia de Marabá América-RN ASA Botafogo-PB Brasil de Pelotas Caxias Confiança Cuiabá Fortaleza Guarani Guaratinguetá Icasa Juventude Londrina Madureira Portuguesa Salgueiro Tombense Tupi Vila NovaLocalização dos times por Estado. Grupo A; Grupo B. Localização das equipes participantes da Série C de 2015 \| | \| Águia de Marabá América-RN ASA Botafogo-PB Brasil de Pelotas Caxias Confiança Cuiabá Fortaleza Guarani Guaratinguetá Icasa Juventude Londrina Madureira Portuguesa Salgueiro Tombense Tupi Vila NovaLocalização dos times por Estado. Grupo A; Grupo B. Localização das equipes participantes da Série C de 2015 \| | \| Águia de Marabá América-RN ASA Botafogo-PB Brasil de Pelotas Caxias Confiança Cuiabá Fortaleza Guarani Guaratinguetá Icasa Juventude Londrina Madureira Portuguesa Salgueiro Tombense Tupi Vila NovaLocalização dos times por Estado. Grupo A; Grupo B. Localização das equipes participantes da Série C de 2015 \| | Londrina           |
| Alfredo Jaconi | \| Águia de Marabá América-RN ASA Botafogo-PB Brasil de Pelotas Caxias Confiança Cuiabá Fortaleza Guarani Guaratinguetá Icasa Juventude Londrina Madureira Portuguesa Salgueiro Tombense Tupi Vila NovaLocalização dos times por Estado. Grupo A; Grupo B. Localização das equipes participantes da Série C de 2015 \| | \| Águia de Marabá América-RN ASA Botafogo-PB Brasil de Pelotas Caxias Confiança Cuiabá Fortaleza Guarani Guaratinguetá Icasa Juventude Londrina Madureira Portuguesa Salgueiro Tombense Tupi Vila NovaLocalização dos times por Estado. Grupo A; Grupo B. Localização das equipes participantes da Série C de 2015 \| | \| Águia de Marabá América-RN ASA Botafogo-PB Brasil de Pelotas Caxias Confiança Cuiabá Fortaleza Guarani Guaratinguetá Icasa Juventude Londrina Madureira Portuguesa Salgueiro Tombense Tupi Vila NovaLocalização dos times por Estado. Grupo A; Grupo B. Localização das equipes participantes da Série C de 2015 \| | \| Águia de Marabá América-RN ASA Botafogo-PB Brasil de Pelotas Caxias Confiança Cuiabá Fortaleza Guarani Guaratinguetá Icasa Juventude Londrina Madureira Portuguesa Salgueiro Tombense Tupi Vila NovaLocalização dos times por Estado. Grupo A; Grupo B. Localização das equipes participantes da Série C de 2015 \| | Estádio do Café    |
| Capacidade: 19 924 | \| Águia de Marabá América-RN ASA Botafogo-PB Brasil de Pelotas Caxias Confiança Cuiabá Fortaleza Guarani Guaratinguetá Icasa Juventude Londrina Madureira Portuguesa Salgueiro Tombense Tupi Vila NovaLocalização dos times por Estado. Grupo A; Grupo B. Localização das equipes participantes da Série C de 2015 \| | \| Águia de Marabá América-RN ASA Botafogo-PB Brasil de Pelotas Caxias Confiança Cuiabá Fortaleza Guarani Guaratinguetá Icasa Juventude Londrina Madureira Portuguesa Salgueiro Tombense Tupi Vila NovaLocalização dos times por Estado. Grupo A; Grupo B. Localização das equipes participantes da Série C de 2015 \| | \| Águia de Marabá América-RN ASA Botafogo-PB Brasil de Pelotas Caxias Confiança Cuiabá Fortaleza Guarani Guaratinguetá Icasa Juventude Londrina Madureira Portuguesa Salgueiro Tombense Tupi Vila NovaLocalização dos times por Estado. Grupo A; Grupo B. Localização das equipes participantes da Série C de 2015 \| | \| Águia de Marabá América-RN ASA Botafogo-PB Brasil de Pelotas Caxias Confiança Cuiabá Fortaleza Guarani Guaratinguetá Icasa Juventude Londrina Madureira Portuguesa Salgueiro Tombense Tupi Vila NovaLocalização dos times por Estado. Grupo A; Grupo B. Localização das equipes participantes da Série C de 2015 \| | Capacidade: 30 000 |
| | \| Águia de Marabá América-RN ASA Botafogo-PB Brasil de Pelotas Caxias Confiança Cuiabá Fortaleza Guarani Guaratinguetá Icasa Juventude Londrina Madureira Portuguesa Salgueiro Tombense Tupi Vila NovaLocalização dos times por Estado. Grupo A; Grupo B. Localização das equipes participantes da Série C de 2015 \| | \| Águia de Marabá América-RN ASA Botafogo-PB Brasil de Pelotas Caxias Confiança Cuiabá Fortaleza Guarani Guaratinguetá Icasa Juventude Londrina Madureira Portuguesa Salgueiro Tombense Tupi Vila NovaLocalização dos times por Estado. Grupo A; Grupo B. Localização das equipes participantes da Série C de 2015 \| | \| Águia de Marabá América-RN ASA Botafogo-PB Brasil de Pelotas Caxias Confiança Cuiabá Fortaleza Guarani Guaratinguetá Icasa Juventude Londrina Madureira Portuguesa Salgueiro Tombense Tupi Vila NovaLocalização dos times por Estado. Grupo A; Grupo B. Localização das equipes participantes da Série C de 2015 \| | \| Águia de Marabá América-RN ASA Botafogo-PB Brasil de Pelotas Caxias Confiança Cuiabá Fortaleza Guarani Guaratinguetá Icasa Juventude Londrina Madureira Portuguesa Salgueiro Tombense Tupi Vila NovaLocalização dos times por Estado. Grupo A; Grupo B. Localização das equipes participantes da Série C de 2015 \| |                    |
| Madureira | Portuguesa | Salgueiro | Tombense | Tupi | Vila Nova          |
| Conselheiro Galvão | Canindé | Cornélio de Barros | Almeidão (MG) | Mario Helênio | Serra Dourada      |
| Capacidade: 2 136 | Capacidade: 21 004 | Capacidade: 12 070 | Capacidade: 3 050 | Capacidade: 30 000 | Capacidade: 42 000 |
| | | | | |                    |
| Águia de Marabá América-RN ASA Botafogo-PB Brasil de Pelotas Caxias Confiança Cuiabá Fortaleza Guarani Guaratinguetá Icasa Juventude Londrina Madureira Portuguesa Salgueiro Tombense Tupi Vila NovaLocalização dos times por Estado. Grupo A; Grupo B. Localização das equipes participantes da Série C de 2015 | | | | |                    |

### Outros estádios
Além dos estádios de mando usual, outros estádios foram utilizados devido a punições de perda de mando de campo impostas pelo Superior Tribunal de Justiça Desportiva ou por conta de problemas de interdição dos estádios usuais ou simplesmente por opção dos clubes em mandar seus jogos em outros locais, geralmente buscando uma melhor renda.

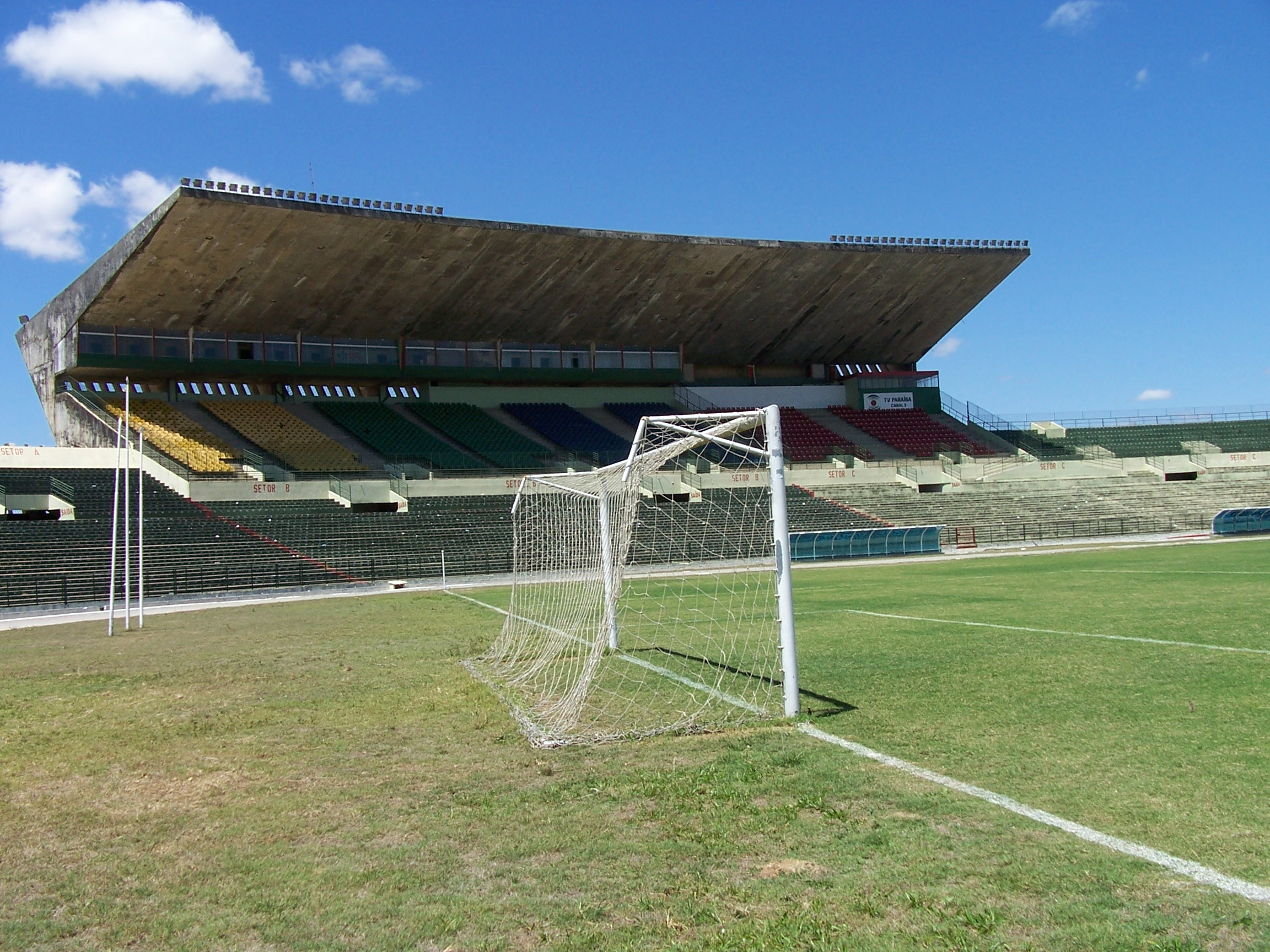
Amigão (Campina Grande)
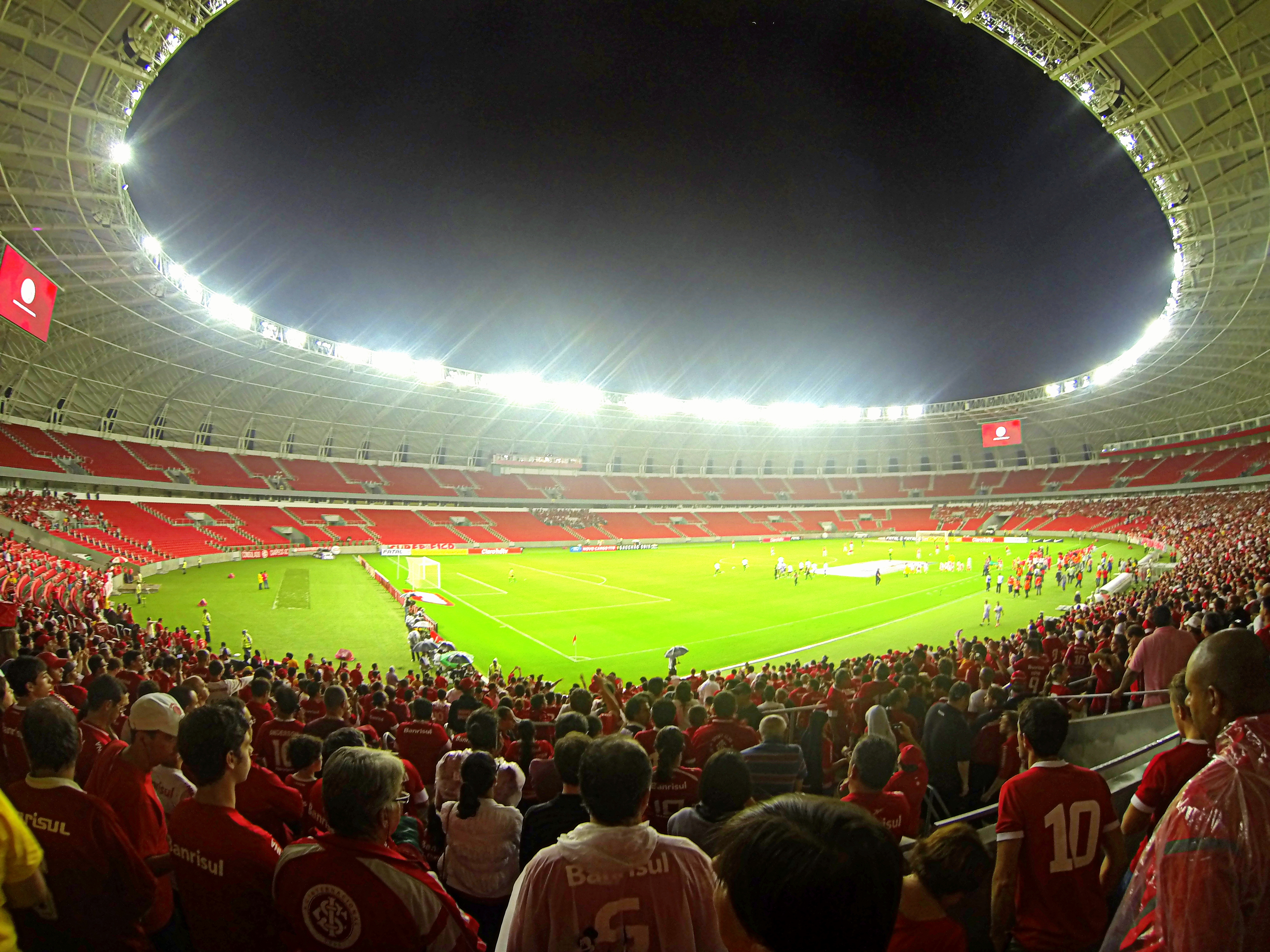
Beira-Rio (Porto Alegre)
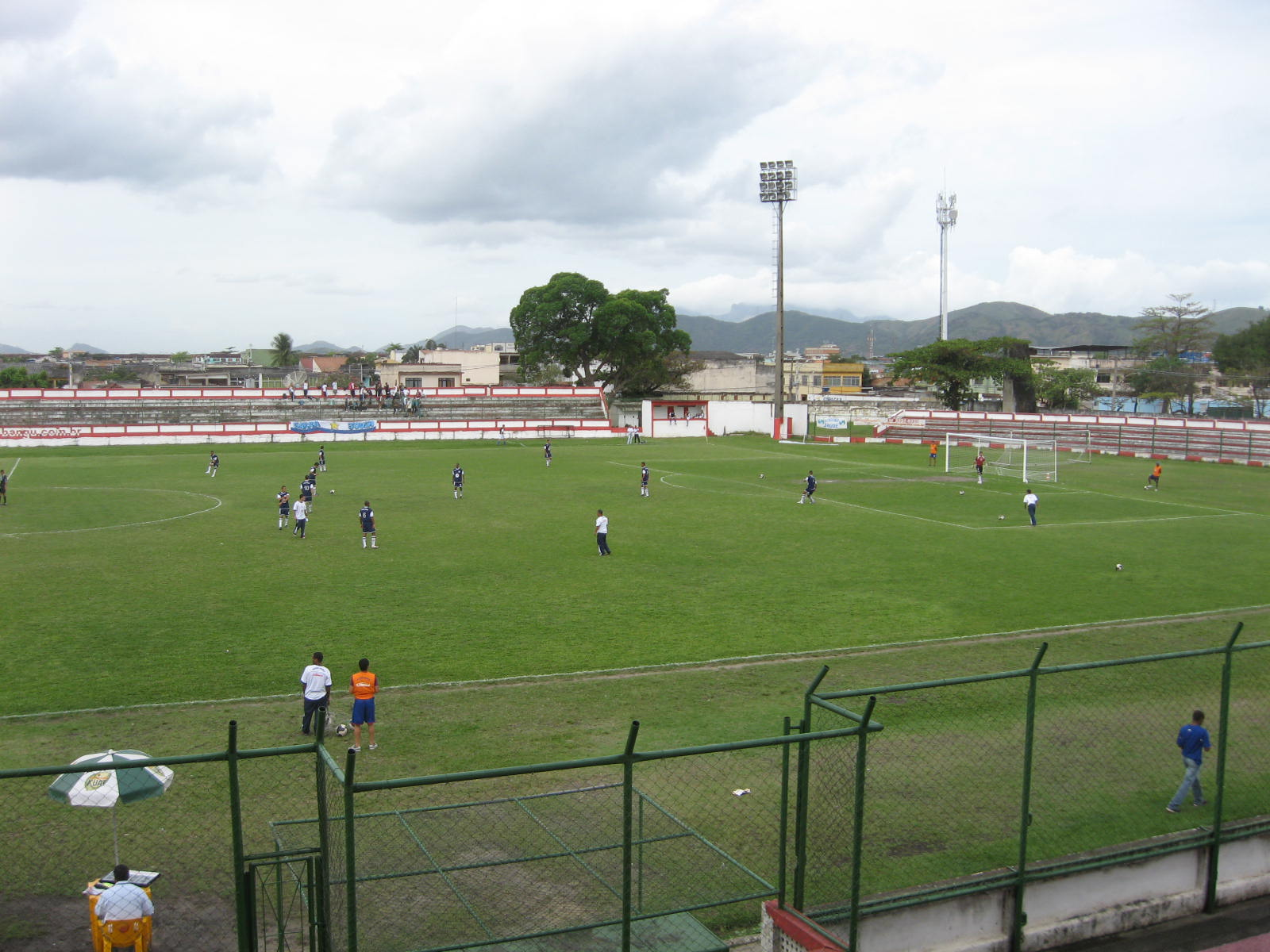
Moça Bonita (Rio de Janeiro)
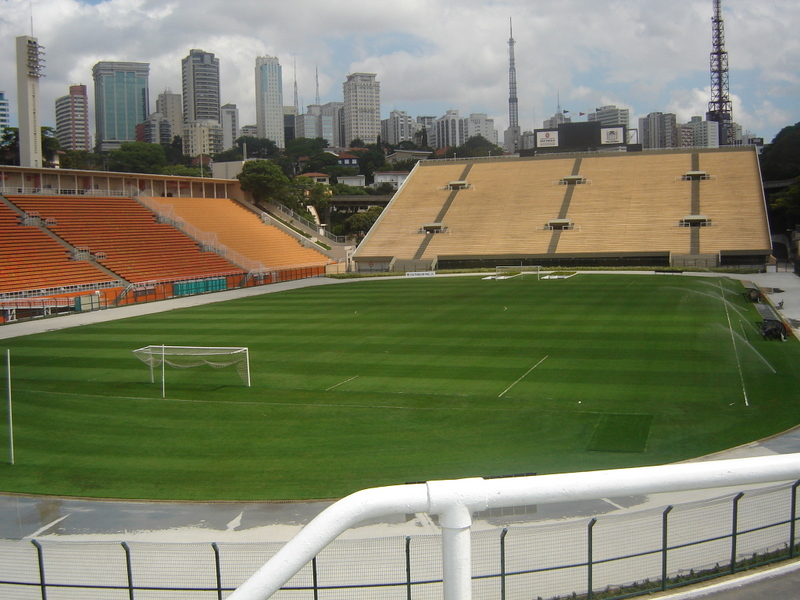
Pacaembu (São Paulo)
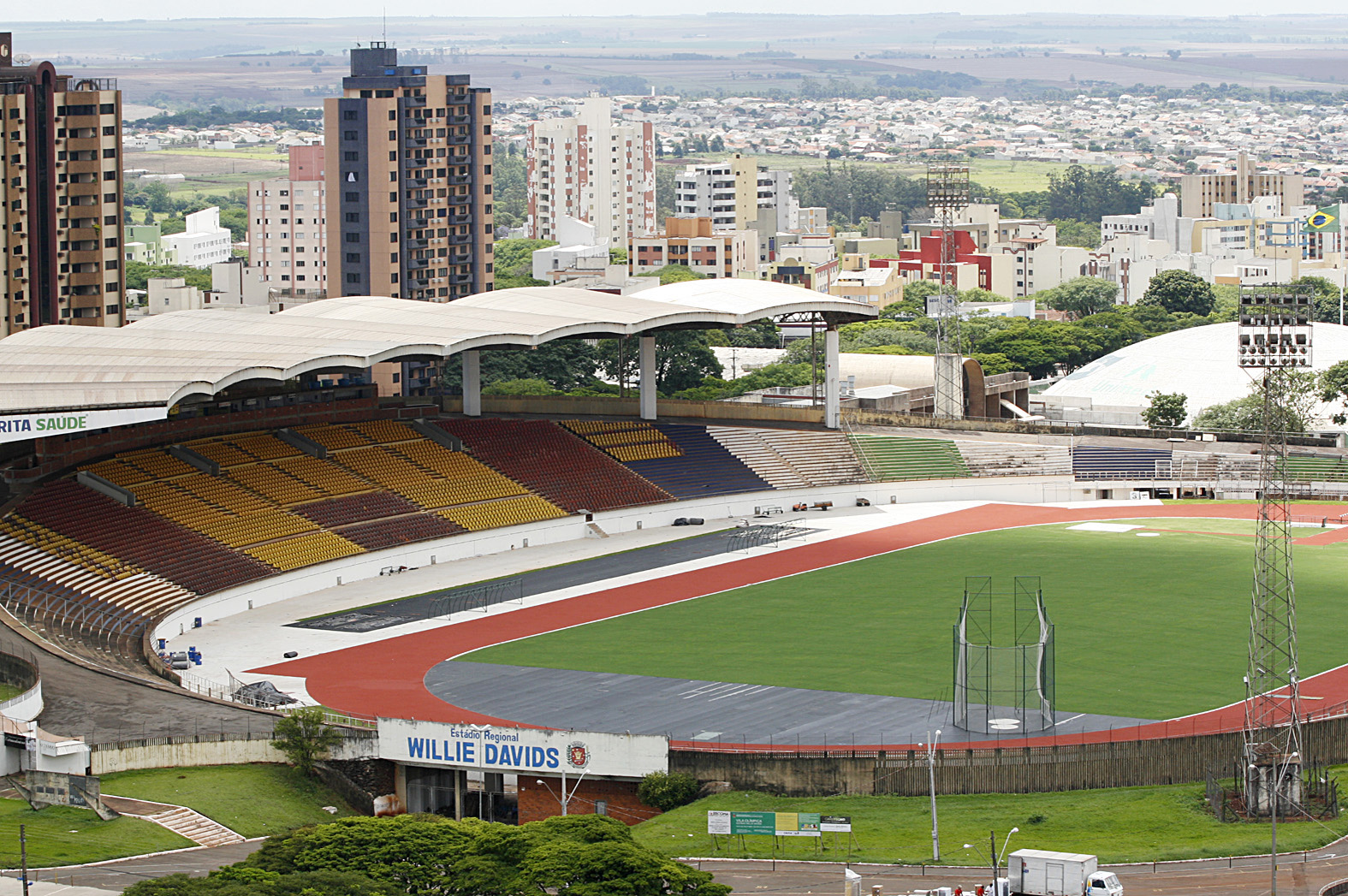
Willie Davids (Maringá)

Ainda foram utilizados o Eco-Estádio (Curitiba), o Estádio do Vale (Novo Hamburgo), o OBA (Goiânia) e o Soares de Azevedo (Muriaé).

## Primeira fase

### Grupo A
| Pos | Equipes          | Pts | J  | V  | E | D  | GP | GC | SG  | Classificação ou rebaixamento |
| --- | ---------------- | --- | -- | -- | - | -- | -- | -- | --- | ----------------------------- |
| 1   | Fortaleza        | 36  | 18 | 10 | 6 | 2  | 30 | 14 | +16 | Classificados à próxima fase  |
| 2   | ASA              | 35  | 18 | 10 | 5 | 3  | 24 | 17 | +7  | Classificados à próxima fase  |
| 3   | Vila Nova        | 33  | 18 | 10 | 3 | 5  | 24 | 13 | +11 | Classificados à próxima fase  |
| 4   | Confiança        | 31  | 18 | 9  | 4 | 5  | 25 | 16 | +9  | Classificados à próxima fase  |
| 5   | América de Natal | 29  | 18 | 8  | 5 | 5  | 23 | 17 | +6  |                               |
| 6   | Botafogo-PB      | 23  | 18 | 6  | 5 | 7  | 25 | 30 | –5  |                               |
| 7   | Cuiabá           | 19  | 18 | 5  | 4 | 9  | 20 | 25 | –5  |                               |
| 8   | Salgueiro        | 19  | 18 | 4  | 7 | 7  | 17 | 20 | –3  |                               |
| 9   | Águia de Marabá  | 15  | 18 | 3  | 6 | 9  | 19 | 28 | –9  | Rebaixados à Série D de 2016  |
| 10  | Icasa            | 7   | 18 | 2  | 1 | 15 | 15 | 42 | –27 | Rebaixados à Série D de 2016  |

### Confrontos
|                 | AGM | AMN | ASA | BPB | CON | CUI | FOR | ICA | SAL | VIL |
| --------------- | --- | --- | --- | --- | --- | --- | --- | --- | --- | --- |
| Águia de Marabá | —   | 1–1 | 1–2 | 2–2 | 1–2 | 3–1 | 2–2 | 3–2 | 0–0 | 1–2 |
| América-RN      | 2–0 | —   | 2–0 | 4–1 | 2–0 | 2–1 | 0–0 | 2–1 | 2–2 | 2–1 |
| ASA             | 1–0 | 3–0 | —   | 1–1 | 1–0 | 1–0 | 1–0 | 3–1 | 1–0 | 1–0 |
| Botafogo-PB     | 1–2 | 1–0 | 2–2 | —   | 2–1 | 0–0 | 2–2 | 2–0 | 1–2 | 1–2 |
| Confiança       | 1–1 | 1–0 | 1–1 | 1–2 | —   | 4–1 | 1–0 | 4–0 | 2–0 | 0–0 |
| Cuiabá          | 2–1 | 2–2 | 3–1 | 1–2 | 1–0 | —   | 1–3 | 2–1 | 0–1 | 1–1 |
| Fortaleza       | 4–1 | 1–0 | 1–1 | 3–0 | 1–1 | 1–0 | —   | 2–0 | 4–2 | 3–2 |
| Icasa           | 2–0 | 1–0 | 1–3 | 1–4 | 2–3 | 1–4 | 0–2 | —   | 1–2 | 0–3 |
| Salgueiro       | 0–0 | 1–1 | 1–1 | 4–1 | 0–1 | 0–0 | 0–1 | 1–1 | —   | 0–1 |
| Vila Nova       | 1–0 | 0–1 | 3–0 | 2–0 | 1–2 | 1–0 | 0–0 | 2–0 | 2–1 | —   |

     Vitória do mandante
     Vitória do visitante
     Empate

### Grupo B
| Pos | Equipes           | Pts | J  | V | E  | D  | GP | GC | SG  | Classificação ou rebaixamento |
| --- | ----------------- | --- | -- | - | -- | -- | -- | -- | --- | ----------------------------- |
| 1   | Londrina          | 34  | 18 | 9 | 7  | 2  | 23 | 14 | +9  | Classificados à próxima fase  |
| 2   | Portuguesa        | 30  | 18 | 9 | 3  | 6  | 30 | 23 | +7  | Classificados à próxima fase  |
| 3   | Tupi              | 30  | 18 | 8 | 6  | 4  | 18 | 15 | +3  | Classificados à próxima fase  |
| 4   | Brasil de Pelotas | 29  | 18 | 7 | 8  | 3  | 30 | 20 | +10 | Classificados à próxima fase  |
| 5   | Juventude         | 29  | 18 | 7 | 8  | 3  | 30 | 21 | +9  |                               |
| 6   | Guarani           | 29  | 18 | 7 | 8  | 3  | 23 | 17 | +6  |                               |
| 7   | Tombense          | 17  | 18 | 3 | 8  | 7  | 16 | 19 | –3  |                               |
| 8   | Guaratinguetá     | 16  | 18 | 4 | 4  | 10 | 19 | 30 | –11 |                               |
| 9   | Madureira         | 13  | 18 | 1 | 10 | 7  | 19 | 34 | –15 | Rebaixados à Série D de 2016  |
| 10  | Caxias            | 8   | 18 | 0 | 8  | 10 | 14 | 29 | –15 | Rebaixados à Série D de 2016  |

### Confrontos
|                   | BPE | CAX | GUA | GTA | JUV | LON | MAD | POR | TOM | TUP |
| ----------------- | --- | --- | --- | --- | --- | --- | --- | --- | --- | --- |
| Brasil de Pelotas | —   | 1–1 | 1–2 | 2–0 | 1–1 | 3–1 | 3–1 | 4–1 | 2–2 | 0–0 |
| Caxias            | 1–2 | —   | 0–2 | 2–3 | 0–0 | 1–1 | 1–1 | 1–2 | 1–2 | 0–1 |
| Guarani           | 2–2 | 5–3 | —   | 1–0 | 1–1 | 1–2 | 0–0 | 1–0 | 1–0 | 1–1 |
| Guaratinguetá     | 2–1 | 0–0 | 1–1 | —   | 2–3 | 2–1 | 5–0 | 0–3 | 0–2 | 0–1 |
| Juventude         | 2–3 | 0–0 | 1–1 | 3–0 | —   | 1–3 | 5–0 | 3–2 | 1–0 | 2–0 |
| Londrina          | 2–1 | 1–1 | 2–2 | 0–0 | 0–0 | —   | 0–0 | 2–1 | 1–0 | 3–0 |
| Madureira         | 1–1 | 2–2 | 0–0 | 2–0 | 3–4 | 0–1 | —   | 1–2 | 1–1 | 1–1 |
| Portuguesa        | 1–1 | 3–0 | 1–0 | 2–1 | 4–2 | 1–1 | 4–2 | —   | 1–0 | 0–1 |
| Tombense          | 0–0 | 1–0 | 1–2 | 3–3 | 0–0 | 0–1 | 1–1 | 2–2 | —   | 0–1 |
| Tupi              | 0–2 | 2–0 | 1–0 | 3–0 | 1–1 | 0–1 | 3–3 | 1–0 | 1–1 | —   |

| Vitória do mandante Vitória do visitante Empate | Em negrito os jogos "clássicos". |

### Desempenho por rodada
Clubes que lideraram o campeonato ao final de cada rodada:
|         | 1   | 2   | 3   | 4   | 5   | 6   | 7   | 8   | 9   | 10  | 11  | 12  | 13  | 14  | 15  | 16  | 17  | 18  |
| Grupo A | FOR | FOR | FOR | FOR | FOR | FOR | FOR | FOR | FOR | FOR | FOR | FOR | VIL | FOR | FOR | FOR | VIL | FOR |
| Grupo B | LON | TUP | TUP | LON | TUP | TUP | BPE | BPE | BPE | BPE | BPE | BPE | BPE | TUP | TUP | TUP | LON | LON |

Clubes que ficaram na última posição do campeonato ao final de cada rodada:
|         | 1   | 2   | 3   | 4   | 5   | 6   | 7   | 8   | 9   | 10  | 11  | 12  | 13  | 14  | 15  | 16  | 17  | 18  |
| Grupo A | ICA | ICA | ICA | ICA | ICA | ICA | ICA | ICA | ICA | ICA | AGM | AGM | AGM | ICA | ICA | ICA | ICA | ICA |
| Grupo B | TOM | GTA | GTA | GTA | GTA | GTA | GTA | GTA | GTA | GTA | GTA | CAX | GTA | CAX | CAX | CAX | CAX | CAX |

## Fase final
Em itálico, os times que possuem o mando de campo no primeiro jogo do confronto e em negrito os times classificados.
|  | Quartas-de-final   | Quartas-de-final  | Quartas-de-final  | Quartas-de-final  |       |                   | Semifinais                    | Semifinais                    | Semifinais                    | Semifinais                    |  |          | Final              | Final              | Final              | Final              |  |  |
|  | 3 a 19 de outubro  | 3 a 19 de outubro | 3 a 19 de outubro | 3 a 19 de outubro |       |                   | 24 de outubro a 2 de novembro | 24 de outubro a 2 de novembro | 24 de outubro a 2 de novembro | 24 de outubro a 2 de novembro |  |          | 8 e 21 de novembro | 8 e 21 de novembro | 8 e 21 de novembro | 8 e 21 de novembro |  |  |
|  |                    |                   |                   |                   |       |                   |                               |                               |                               |                               |  |          |                    |                    |                    |                    |  |  |
|  | Tupi*              | 2                 | 2                 | 4                 |       |                   |                               |                               |                               |                               |  |          |                    |                    |                    |                    |  |  |
|  | ASA                | 0                 | 1                 | 1                 |       |                   |                               |                               |                               |                               |  |          |                    |                    |                    |                    |  |  |
|  | ASA                | 0                 | 1                 | 1                 |       | Tupi              | 0                             | 0                             | 0 (3)                         |                               |  |          |                    |                    |                    |                    |  |  |
|  |                    |                   |                   |                   |       | Tupi              | 0                             | 0                             | 0 (3)                         |                               |  |          |                    |                    |                    |                    |  |  |
|  |                    | Londrina (pen)    | 0                 | 0                 | 0 (5) |                   |                               |                               |                               |                               |  |          |                    |                    |                    |                    |  |  |
|  | Confiança          | Londrina (pen)    | 0                 | 0                 | 0 (5) | 0                 | 0                             | 0                             |                               |                               |  |          |                    |                    |                    |                    |  |  |
|  | Confiança          |                   |                   |                   |       | 0                 | 0                             | 0                             |                               |                               |  |          |                    |                    |                    |                    |  |  |
|  | Londrina*          | 0                 | 1                 | 1                 |       |                   |                               |                               |                               |                               |  |          |                    |                    |                    |                    |  |  |
|  | Londrina*          | 0                 | 1                 | 1                 |       |                   |                               |                               |                               |                               |  | Londrina | 1                  | 1                  | 2                  |                    |  |  |
|  |                    |                   |                   |                   |       |                   |                               |                               |                               |                               |  | Londrina | 1                  | 1                  | 2                  |                    |  |  |
|  |                    | Vila Nova         | 0                 | 4                 | 4     |                   |                               |                               |                               |                               |  |          |                    |                    |                    |                    |  |  |
|  | Brasil de Pelotas* | Vila Nova         | 0                 | 4                 | 4     | 1                 | 0                             | 1                             |                               |                               |  |          |                    |                    |                    |                    |  |  |
|  | Brasil de Pelotas* |                   |                   |                   |       | 1                 | 0                             | 1                             |                               |                               |  |          |                    |                    |                    |                    |  |  |
|  | Fortaleza          | 0                 | 0                 | 0                 |       |                   |                               |                               |                               |                               |  |          |                    |                    |                    |                    |  |  |
|  | Fortaleza          | 0                 | 0                 | 0                 |       | Brasil de Pelotas | 0                             | 0                             | 0 (3)                         |                               |  |          |                    |                    |                    |                    |  |  |
|  |                    |                   |                   |                   |       | Brasil de Pelotas | 0                             | 0                             | 0 (3)                         |                               |  |          |                    |                    |                    |                    |  |  |
|  |                    | Vila Nova (pen)   | 0                 | 0                 | 0 (4) |                   |                               |                               |                               |                               |  |          |                    |                    |                    |                    |  |  |
|  | Vila Nova*         | Vila Nova (pen)   | 0                 | 0                 | 0 (4) | 1                 | 2                             | 3                             |                               |                               |  |          |                    |                    |                    |                    |  |  |
|  | Vila Nova*         |                   |                   |                   |       | 1                 | 2                             | 3                             |                               |                               |  |          |                    |                    |                    |                    |  |  |
|  | Portuguesa         | 0                 | 1                 | 1                 |       |                   |                               |                               |                               |                               |  |          |                    |                    |                    |                    |  |  |

*Classificados à Série B de 2016.

## Artilharia
| Gols | Jogador           | Time              |
| ---- | ----------------- | ----------------- |
| 12   | Guilherme Queiróz | Portuguesa        |
| 11   | Leandrão          | Brasil de Pelotas |
| 9    | Carlos Frontini   | Vila Nova         |
| 9    | Flamel            | Águia de Marabá   |
| 9    | Fumagalli         | Guarani           |
| 8    | Daniel Morais     | Tupi              |
| 8    | João Carlos       | Madureira         |
| 8    | Moisés            | Vila Nova         |

### Hat-tricks
| Jogador        | Clube             | Adversário      | Placar  | Data           | Ref.   |
| -------------- | ----------------- | --------------- | ------- | -------------- | ------ |
| Daniel Morais  | Tupi              | Madureira       | 3–3 (C) | 6 de junho     | [ 25 ] |
| Leandrão       | Brasil de Pelotas | Londrina        | 3–1 (C) | 28 de junho    | [ 26 ] |
| Anderson Lessa | Salgueiro         | Botafogo-PB     | 4–1 (C) | 2 de agosto    | [ 27 ] |
| Fumagalli      | Guarani           | Caxias          | 5–3 (C) | 27 de setembro | [ 28 ] |
| Maranhão       | Fortaleza         | Águia de Marabá | 4–1 (C) | 27 de setembro | [ 29 ] |

(C) Em casa
(F) Fora de casa

## Premiação
| Campeonato Brasileiro 2015 Série C          |
| Goiás                                       |
| ------------------------------------------- |
| Vila Nova Futebol Clube Campeão (2º título) |

## Maiores públicos
Estes são os dez maiores públicos do Campeonato:
| Nº | Público[PP] | Mandante   | Placar | Visitante         | Estádio         | Data           | Rodada    | Ref.   |
| -- | ----------- | ---------- | ------ | ----------------- | --------------- | -------------- | --------- | ------ |
| 1  | 62 903      | Fortaleza  | 0–0    | Brasil de Pelotas | Arena Castelão  | 17 de outubro  | Quartas   | [ 30 ] |
| 2  | 39 000      | Vila Nova  | 4–1    | Londrina          | Serra Dourada   | 21 de novembro | Final     | [ 31 ] |
| 3  | 35 500      | Vila Nova  | 0–0    | Brasil de Pelotas | Serra Dourada   | 2 de novembro  | Semifinal | [ 32 ] |
| 4  | 32 937      | Vila Nova  | 1–0    | Portuguesa        | Serra Dourada   | 7 de outubro   | Quartas   | [ 33 ] |
| 5  | 29 896      | Vila Nova  | 0–0    | Fortaleza         | Serra Dourada   | 8 de agosto    | 11ª       | [ 34 ] |
| 6  | 27 566      | Londrina   | 1–0    | Confiança         | Estádio do Café | 18 de outubro  | Quartas   | [ 35 ] |
| 7  | 27 354      | Vila Nova  | 1–0    | Águia de Marabá   | Serra Dourada   | 15 de agosto   | 12ª       | [ 36 ] |
| 8  | 23 345      | Fortaleza  | 1–1    | Confiança         | Arena Castelão  | 13 de setembro | 16ª       | [ 37 ] |
| 9  | 18 050      | Fortaleza  | 4–1    | Águia de Marabá   | Arena Castelão  | 27 de setembro | 18ª       | [ 38 ] |
| 10 | 17 282      | Portuguesa | 1–2    | Vila Nova         | Canindé         | 17 de outubro  | Quartas   | [ 39 ] |

- PP. ^ Considera-se apenas o público pagante.

## Menores públicos
Esses são os dez menores públicos do Campeonato:[PF]
| Nº | Público[PP] | Mandante          | Placar | Visitante        | Estádio         | Data           | Rodada | Ref.   |
| -- | ----------- | ----------------- | ------ | ---------------- | --------------- | -------------- | ------ | ------ |
| 1  | 110         | Caxias            | 1–2    | Portuguesa       | Centenário      | 20 de setembro | 17ª    | [ 40 ] |
| 2  | 118         | Guaratinguetá     | 0–0    | Caxias           | Ninho da Garça  | 28 de junho    | 5ª     | [ 41 ] |
| 3  | 121         | Cuiabá            | 3–1    | ASA              | Arena Pantanal  | 30 de agosto   | 14ª    | [ 42 ] |
| 4  | 131         | Guaratinguetá     | 0–1    | Tupi             | Ninho da Garça  | 9 de agosto    | 11ª    | [ 43 ] |
| 5  | 133         | Guaratinguetá     | 2–3    | Juventude        | Ninho da Garça  | 26 de julho    | 9ª     | [ 44 ] |
| 6  | 165         | Icasa             | 1–3    | ASA              | Romeirão        | 20 de setembro | 17ª    | [ 45 ] |
| 7  | 166         | Brasil de Pelotas | 2–0    | Guaratinguetá    | Estádio do Vale | 31 de maio     | 3ª     | [ 46 ] |
| 8  | 171         | Guaratinguetá     | 2–1    | Londrina         | Ninho da Garça  | 5 de setembro  | 15ª    | [ 47 ] |
| 9  | 179         | Madureira         | 0–1    | Londrina         | Moça Bonita     | 27 de setembro | 18ª    | [ 48 ] |
| 10 | 212         | Guaratinguetá     | 0–2    | Tombense         | Ninho da Garça  | 12 de julho    | 7ª     | [ 49 ] |
| 10 | 212         | Cuiabá            | 2–2    | América de Natal | Arena Pantanal  | 13 de setembro | 16ª    | [ 50 ] |

- PP. ^ Considera-se apenas o público pagante
- PF. ^ Jogos com portões fechados não são considerados.

## Médias de público
Estas são as médias de público dos clubes no Campeonato. Considera-se apenas os jogos da equipe como mandante e o público pagante:
| 1. Vila Nova – 19 335 2. Fortaleza – 18 073 3. Londrina – 9 764 4. Confiança – 6 808 5. América de Natal – 4 264 6. Portuguesa – 3 631 7. Juventude – 3 431 8. Guarani – 3 179 9. Brasil de Pelotas – 3 161 10. ASA – 2 466 | 1. Botafogo-PB – 2 324 2. Salgueiro – 1 615 3. Tupi – 1 509 4. Caxias – 1 288 5. Icasa – 950 6. Cuiabá – 718 7. Tombense – 593 8. Águia de Marabá – 535 9. Madureira – 325 10. Guaratinguetá – 255 |

## Mudança de técnicos
| Clube         | Antecessor          | Motivo                | Data         | Última partida               | Rod | Pos           | Sucessor            | Ref.          |
| ------------- | ------------------- | --------------------- | ------------ | ---------------------------- | --- | ------------- | ------------------- | ------------- |
| Botafogo-PB   | Marcelo Vilar       | Demitido              | 21 de maio   | Botafogo-PB 1–1 Treze[CPb]   | 1ª  | 8º (Grupo A)  | Roberto Fonseca     | [ 52 ] [ 53 ] |
| Guarani       | Ademir Fonseca      | Demitido              | 31 de maio   | Guarani 1–1 Tupi             | 3ª  | 7º (Grupo B)  | Paulo Roberto       | [ 54 ] [ 55 ] |
| Icasa         | Vladimir de Jesus   | Demitido              | 1 de junho   | Icasa 1–2 Salgueiro          | 3ª  | 10º (Grupo A) | Maurílio Silva      | [ 56 ] [ 57 ] |
| Caxias        | Luís Antônio Zaluar | Demitido              | 9 de junho   | Caxias 1–2 Brasil de Pelotas | 4ª  | 9º (Grupo B)  | Marcelo Vilar       | [ 58 ] [ 59 ] |
| Portuguesa    | Júnior Lopes        | Demitido              | 29 de junho  | Portuguesa 0–1 Tupi          | 5ª  | 4º (Grupo B)  | Estevam Soares      | [ 60 ] [ 61 ] |
| Cuiabá        | Fernando Marchiori  | Demitido              | 13 de julho  | América de Natal 2–1 Cuiabá  | 7ª  | 8º (Grupo A)  | Josué Teixeira      | [ 62 ] [ 63 ] |
| Botafogo-PB   | Roberto Fonseca     | Demitido              | 20 de julho  | Fortaleza 3–0 Botafogo-PB    | 8ª  | 7º (Grupo A)  | Ramiro Souza        | [ 64 ] [ 65 ] |
| Guaratinguetá | João Telê           | Resignado             | 26 de julho  | Guaratinguetá 2–3 Juventude  | 9ª  | 10º (Grupo B) | Sérgio Vieira       | [ 66 ] [ 67 ] |
| Cuiabá        | Josué Teixeira      | Contratado pelo Macaé | 3 de agosto  | Icasa 1–4 Cuiabá             | 9ª  | 8º (Grupo A)  | Ruy Scarpino        | [ 68 ] [ 69 ] |
| Juventude     | Picoli              | Demitido              | 17 de agosto | Juventude 1–3 Londrina       | 12ª | 4º (Grupo B)  | Antônio Carlos Zago | [ 70 ] [ 71 ] |
| Caxias        | Marcelo Vilar       | Resignado             | 19 de agosto | Caxias 1–2 Tombense          | 12ª | 10º (Grupo B) | Beto Campos         | [ 72 ] [ 73 ] |
| Guarani       | Paulo Roberto       | Demitido              | 22 de agosto | Guarani 1–1 Juventude        | 13ª | 6º (Grupo B)  | Pintado             | [ 74 ] [ 75 ] |
| Madureira     | Toninho Andrade     | Demitido              | 31 de agosto | Juventude 5–0 Madureira      | 14ª | 8º (Grupo B)  | Bruno Reis          | [ 76 ] [ 77 ] |

- CPb ^  Partida válida pelo Campeonato Paraibano.

## Classificação geral
A classificação geral dá prioridade ao clube que avançou mais fases, e ao campeão, mesmo que tenha menor pontuação.
| Pos | Equipes           | Pts | J  | V  | E  | D  | GP | GC | SG  | Classificação ou rebaixamento                            |
| --- | ----------------- | --- | -- | -- | -- | -- | -- | -- | --- | -------------------------------------------------------- |
| 1   | Vila Nova         | 44  | 24 | 13 | 5  | 6  | 31 | 16 | +15 | Promovidos à Série B em 2016 e finalistas                |
| 2   | Londrina          | 43  | 24 | 11 | 10 | 3  | 26 | 18 | +8  | Promovidos à Série B em 2016 e finalistas                |
| 3   | Tupi              | 38  | 22 | 10 | 8  | 4  | 22 | 16 | +6  | Promovidos à Série B em 2016 e eliminados nas semifinais |
| 4   | Brasil de Pelotas | 35  | 22 | 8  | 11 | 3  | 31 | 20 | +11 | Promovidos à Série B em 2016 e eliminados nas semifinais |
| 5   | Fortaleza         | 37  | 20 | 10 | 7  | 3  | 30 | 15 | +15 | Eliminados nas quartas de final                          |
| 6   | ASA               | 35  | 20 | 10 | 5  | 5  | 25 | 21 | +4  | Eliminados nas quartas de final                          |
| 7   | Confiança         | 32  | 20 | 9  | 5  | 6  | 25 | 17 | +8  | Eliminados nas quartas de final                          |
| 8   | Portuguesa        | 30  | 20 | 9  | 3  | 8  | 31 | 26 | +5  | Eliminados nas quartas de final                          |
| 9   | América de Natal  | 29  | 18 | 8  | 5  | 5  | 23 | 17 | +6  | Eliminados na primeira fase                              |
| 10  | Juventude         | 29  | 18 | 7  | 8  | 3  | 30 | 21 | +9  | Eliminados na primeira fase                              |
| 11  | Guarani           | 29  | 18 | 7  | 8  | 3  | 23 | 17 | +6  | Eliminados na primeira fase                              |
| 12  | Botafogo-PB       | 23  | 18 | 6  | 5  | 7  | 25 | 30 | –5  | Eliminados na primeira fase                              |
| 13  | Cuiabá            | 19  | 18 | 5  | 4  | 9  | 20 | 25 | –5  | Eliminados na primeira fase                              |
| 14  | Salgueiro         | 19  | 18 | 4  | 7  | 7  | 17 | 20 | –3  | Eliminados na primeira fase                              |
| 15  | Tombense          | 17  | 18 | 3  | 8  | 7  | 16 | 19 | –3  | Eliminados na primeira fase                              |
| 16  | Guaratinguetá     | 16  | 18 | 4  | 4  | 10 | 19 | 30 | –11 | Eliminados na primeira fase                              |
| 17  | Águia de Marabá   | 15  | 18 | 3  | 6  | 9  | 19 | 28 | –9  | Rebaixados à Série D de 2016                             |
| 18  | Madureira         | 13  | 18 | 1  | 10 | 7  | 19 | 34 | –15 | Rebaixados à Série D de 2016                             |
| 19  | Caxias            | 8   | 18 | 0  | 8  | 10 | 14 | 29 | –15 | Rebaixados à Série D de 2016                             |
| 20  | Icasa             | 7   | 18 | 2  | 1  | 15 | 15 | 42 | –27 | Rebaixados à Série D de 2016                             |